# Stabekk
Stabekk är ett område i Bærums kommun i Norge. Stabekk är i huvudsak ett bostadsområde, och hade 6.261 invånare  år 2005. Orten ligger strax väster om Oslo och utgör en del av tätorten Oslo.
Stabekk har ett kommersiellt centrum, indelat i Øvre Stabekk och Nedre Stabekk, vilka skiljs åt av en kulle. Båda sektionerna har ett antal affärer, och i Nedre Stabekk finns en järnvägsstation för järnvägen Drammenbanen. Stabekk har även en bandybana, en gymnasieskola och en tennisklubb. I Stabekk fanns[källa behövs] den norska lärarutbildningen för hemkunskap och liknande ämnen, vars huvudbyggnad har kulturmärkts. 
Idrottsföreningen Stabæk IF kommer från början från Stabekk och använder ortens gamla stavning "Stabæk". Föreningen har dock flyttat till Bekkestua i samma kommun.